# Wiata peronowa na przystanku Szczecin Pogodno
Wiata peronowa na przystanku Szczecin Pogodno – zabytkowa wiata peronowa zlokalizowana na przystanku osobowym Szczecin Pogodno, znajdującym się na linii kolejowej nr 406.

## Opis

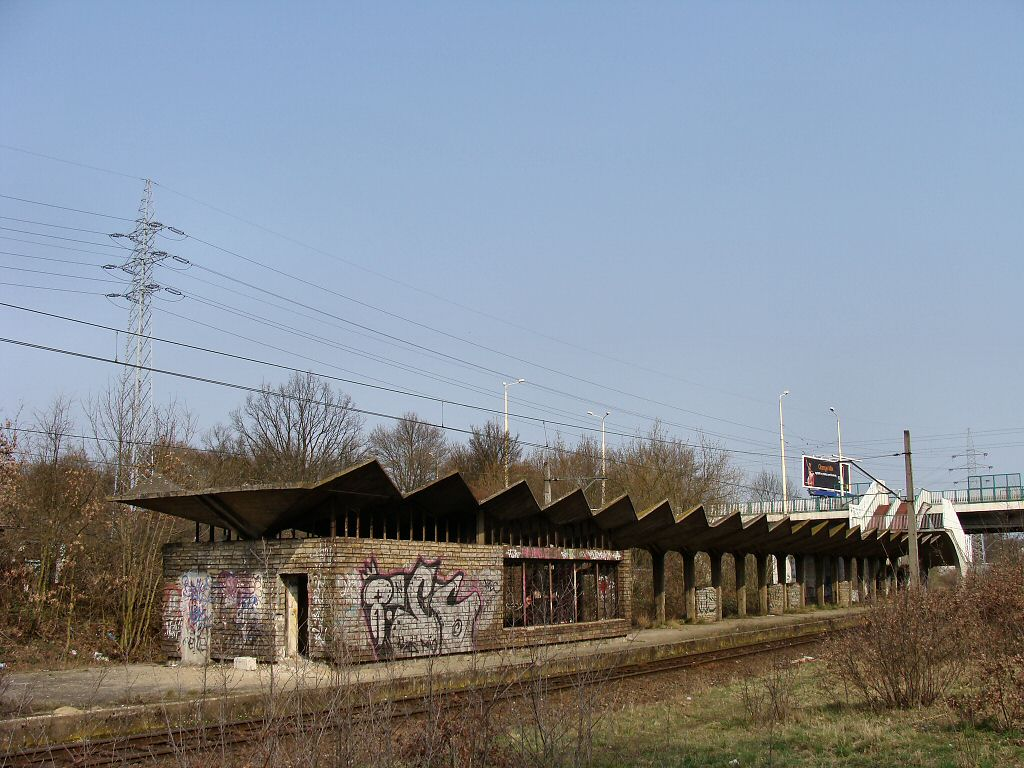
Wiata wraz z budynkiem kas w 2009 r.

Wiata została zbudowana w 1973 r. zgodnie z projektem arch. Danuty Rusieckiej we współpracy z konstruktorem Henrykiem Kowalczykiem. Wzniesiono ją w stylu brutalizmu. Cechą charakterystyczną wiaty jest żelbetowy strop grzybkowy oparty na 21 filarach; konstrukcję tę nazywa się potocznie „kielichami”. Podobne rozwiązanie zastosowano w budynku dworca głównego w Katowicach z 1972 r., gdzie strop tworzyło 16 kielichów. Konstrukcję wykonano na miejscu, odlewając trzy moduły po siedem kielichów z betonu z kruszywem bazaltowym. Pod wiatą wzniesiono także budynek dla kas biletowych (niezachowany). 
Planowane było ustawienie podobnych, lecz już prefabrykowanych wiat na innych przystankach kolejowych na terenie Szczecina, ale ostatecznie skończyło się na prototypie ustawionym na Pogodnie.
Wiata i stacja przestały być użytkowane z dniem 30 września 2002 r. w związku z zawieszeniem przewozów pasażerskich na linii kolejowej nr 406. Od czasu zamknięcia przystanku stan techniczny wiaty zaczął się pogarszać.

## Modernizacja
W ramach projektu Szczecińskiej Kolei Metropolitalnej, zakładającego m.in. remont infrastruktury na części linii kolejowej nr 406, przedstawiono plany wyburzenia wiaty i zastąpienia jej współczesnym zadaszeniem. W odpowiedzi na plan zburzenia obiektu, w 2018 r. arch. Tomasz Sachanowicz, studenci ówczesnego Wydziału Budownictwa i Architektury ZUT w Szczecinie oraz rada osiedla i aktywiści miejscy zwrócili się do Wojewódzkiego Konserwatora Zabytków z wnioskiem o objęcie wiaty ochroną konserwatorską. Konserwator przychylił się do wniosku i wszczął postępowanie. W jego trakcie spółka Trakcja, wykonawca przebudowy linii kolejowej, zwróciła się do wojewody zachodniopomorskiego o pozwolenie na rozbiórkę wiaty, ale wniosek został oddalony. Poskutkowało to wstrzymaniem wszelkich prac projektowych i modernizacyjnych na tym odcinku linii kolejowej nr 406. 
W 2019 r. wiata została wpisana do rejestru zabytków. 8 lipca 2022 r. Trakcja została przejęta przez PKP, w następstwie czego wznowiono wstrzymane w 2018 r. prace projektowe i modernizacyjne. W związku z koniecznością zachowania żelbetowej wiaty zmodyfikowano projekt przebudowy peronu na stacji Pogodno.
W maju 2024 r. z powodu konieczności podwyższenia peronu i samej wiaty, strop grzybkowy został odcięty od żelbetowych filarów i umieszczony na legarach zamontowanych na prowizorycznych podporach z drewna. Zostanie on osadzony na nowych, wyższych filarach. 18 maja strop odstawiono na bok za pomocą dwóch 160-tonowych dźwigów. Po odnowieniu zostanie on zamontowany na nowych filarach, nieco bliżej ulicy Jagiellońskiej.